# 성원건설
성원건설(Sung Won Corporation, 盛源建設)은 종합건설업체로, 주거용 아파트 분야에서는 상떼빌이라는 브랜드를 사용한 중견업체다. 1977년 설립해서 2014년 7월 파산선고를 받았다. 하지만 2019년 12월 대구를 기반으로 한 건설그룹 영남에서 성원건설의 지적재산권 등을 인수하였으며 영남건설과 성원건설을 인수 합병하여 김남기 대표가 성원건설 대표이사로 취임 후  자체사업 및 수주영업을 하면서 정상화를 이루었다.

## 역사
1977년 태우개발주식회사로 시작했으며 1978년 성원건설로 상호를 변경하였다.
한편, SBS 코미디 PD 출신 윤인섭 주병대씨와 함께  아세아네트워크를 설립하여 영상사업에 진출했으며 1997년에는 경남종합금융 신한종합금융 한길종합금융 등을 인수했으나 이 같은 무리한 사업 확장 탓인지 해당 기업(성원건설) 등의 계열사가 1998년 7월 15일 줄줄이 부도를 냈다.
특히, 앞서 언급한 회사들 중 아세아네트워크는 설립 후 줄곧 SBS에 프로그램을 납품해 왔다가 1997년 10월 13일 시작(월~금 9시)된 iTV 개국 첫 연속극 <가족>을 통해 정통 드라마(연속극) 제작에 끼어들었고 집필자 이홍구 작가가 1997년 8월 29일 끝난  MBC 세 번째 남자 이후 2달여 만에 일일극을 집필하게 되어 건강에 이상이 생기자 같은 해 12월 29일부터 방영이 일시 중단됐으며 HBS 현대방송(현재 채널CGV)이 제작,납품을 하기도 했는데 iTV로부터 외주를 받은 아세아네트워크가 PD(주병대) 1명만 파견한 대신 다른 제작인력이나 시설 등은 모두  HBS 현대방송이 담당했다.
이후, <가족>은 1998년 1월 5일부터 월~금 8시 30분으로 이동했지만 iTV가 경제난 때문에 어려움을 겪어 일일드라마를 폐지하기로 한 결정 외에도  극중 아버지(김기현 분)(1회 막판 교통사고로 사망)가 젊은 시절 외도의 결과로 가족 외에 사생아인 딸 둘(박주미 정혜영 분)을 서울에 더 둔 데다 큰아들(정보석 분)이 아버지의 행동에 대한 반감을 품고 뒷골목에 발을 들여놓은 이후 감옥생활을 한다는 내용 등 일일극으로는 적합치 못한 내용이 많았던 데다 기존 공중파 드라마의 문제점을 답습했다는 지적 탓인지 기대 이하의 성적에 그쳐 같은 달 30일 방영분을 끝으로 막을 내렸으며 iTV는 2002년 11월 4일 시작하여 월~목 9시 30분 편성된 〈해바라기 가족〉을 통해 일일드라마를 재편성했지만 신인들과 조연들의 매끄럽지 못한 연기와 자연스럽게 연결되지 못한 장면, 극의 흐름을 끊는 듯한 편집, 그리고 극의 지지부진한 전개 등으로 기대 이하의 성적에 그쳤으며 iTV는 〈해바라기 가족〉을 끝으로 일일드라마를 또 다시 폐지했다. 
게다가, 아세아네트워크는 1996년 4월 개그맨 홍록기와 계약금 1억원에 5년 전속계약을 체결했으나 사전 상의 없이 밤무대에 출연하는 등 계약을 위반했으며 이에 아세아네트워크는 홍록기를 상대로 3억여원의 위약금 등 청구소송을 1999년 4월 9일 서울지법에 냈고  결국 같은 달 중순 문을 닫았다.
외한위기 직후인 1999년 4월 부도를 낸 뒤 성원산업개발과 함께 같은 해 10월에 화의인가를 받았다.
2000년대 후반 부동산 경기침체와 해외건설사업 실패 등의 문제로, 2010년 4월 19일 한국거래소 유권증권시장본부는 성원건설에 대해 감사의견 '의견거절'을 사유로 상장폐지를 결정했다. 성원건설은 이에 따라 4월 22일부터 30일까지 정리매매를 거쳐 5월 3일 상장폐지됐다. 2011년 4월 회생계획 인가 결정을 받았고, 2014년 파산했다. 하지만 2019년 12월 대구를 기반으로 한 건설그룹 영남에서 성원건설의 지적재산권 등을 인수하였으며 영남건설과 성원건설을 인수 합병하여 김남기 대표가 성원건설 대표이사로 취임 후  자체사업 및 수주영업을 하면서 정상화를 이루었다.

## 주요 사업
건축 및 토공 사업 회사로, 아파트 브랜드 '상떼빌'을 보유했으며, 아파트, 터널, 도로, 경기장 공사 등을 하였다. 이명박의 4대강 정비 사업에도 참여하였다.

## 계열 회사
성원산업개발(주), 티원스글로벌(주), 에스피유디엔씨(주), (주)상떼디앤씨, (주)상떼아이컴, (주)성원아이컴, 성원두바이에프씨(주), (주)연수개발, 성원상떼빌, 성원FZE, 성원리비아합자회사(Sungwon Libya General Contracting Joint Company) 등의 계열 회사들이 있다.
성원산업개발은 성원건설과 함께 1999년 10월 화의인가를 확정받았다.
한편, 앞서 언급한 것처럼 SBS 코미디 PD 출신 윤인섭 주병대씨와 함께  아세아네트워크를 설립하여 영상사업에 진출했으며 1997년에는 경남종합금융 신한종합금융 한길종합금융 등을 인수했으나 이 같은 무리한 사업 확장 탓인지 해당 기업(성원건설) 등의 계열사가 1998년 7월 15일 줄줄이 부도를 냈다.
특히, 앞서 언급한 회사들 중 아세아네트워크는 설립 후 줄곧 SBS에 프로그램을 납품해 왔다가 1997년 10월 13일 시작(월~금 9시)된 iTV 개국 첫 연속극 <가족>을 통해 정통 드라마(연속극) 제작에 끼어들었고 집필자 이홍구 작가가 1997년 8월 29일 끝난  MBC 세 번째 남자 이후 2달여 만에 일일극을 집필하게 되어 건강에 이상이 생기자 같은 해 12월 29일부터 방영이 일시 중단됐으며 HBS 현대방송(현재 채널CGV)이 제작,납품을 하기도 했는데 iTV로부터 외주를 받은 아세아네트워크가 PD(주병대) 1명만 파견한 대신 다른 제작인력이나 시설 등은 모두  HBS 현대방송이 담당했다.
이후, <가족>은 1998년 1월 5일부터 월~금 8시 30분으로 이동했지만 iTV가 경제난 때문에 어려움을 겪어 일일드라마를 폐지하기로 한 결정 외에도  극중 아버지(이낙훈 분)가 젊은 시절 외도의 결과로 가족 외에 사생아인 딸 둘(박주미 정혜영 분)을 서울에 더 둔 데다 큰아들(정보석 분)이 아버지의 행동에 대한 반감을 품고 뒷골목에 발을 들여놓은 이후 감옥생활을 한다는 내용 등 일일극으로는 적합치 못한 내용이 많았던 데다 기존 공중파 드라마의 문제점을 답습했다는 지적 탓인지 기대 이하의 성적에 그쳐 같은 달 30일 방영분을 끝으로 막을 내렸으며 iTV는 2002년 11월 4일 시작하여 월~목 9시 30분 편성된 〈해바라기 가족〉을 통해 일일드라마를 재편성했지만 신인들과 조연들의 매끄럽지 못한 연기와 자연스럽게 연결되지 못한 장면, 극의 흐름을 끊는 듯한 편집, 그리고 극의 지지부진한 전개 등으로 기대 이하의 성적에 그쳤으며 iTV는 〈해바라기 가족〉을 끝으로 일일드라마를 또 다시 폐지했다. 
게다가, 아세아네트워크는 1996년 4월 개그맨 홍록기와 계약금 1억원에 5년 전속계약을 체결했으나 사전 상의 없이 밤무대에 출연하는 등 계약을 위반했으며 이에 아세아네트워크는 홍록기를 상대로 3억여원의 위약금 등 청구소송을 1999년 4월 9일 서울지법에 냈고  결국 같은 달 중순 문을 닫았다.

### 상떼빌
상떼빌(Santevill)은 성원건설이 보유한 아파트 브랜드다.
아랍에미리트 두바이에서도 주상복합 '상떼빌 두바이 (Santevill Dubai)'를 건설했다.

## 연혁
- 1977년 3월: 태우개발주식회사 설립
- 1978년 6월: 성원건설주식회사로 사명변경
- 1987년 4월: 전윤수 대표이사 취임
- 1991년 2월 : 한국증권거래소 주식 상장
- 1999년 4월: 성원건설 화의 신청
- 1999년 10월: 성원건설 최종 화의 인가
- 2000년 2월 : 아파트 브랜드 상떼빌 론칭
- 2003년 11월: 성원건설 화의 종결 결정
- 2007년 8월 : 바레인 지사 설립
- 2008년 7월: 두바이 데이라 구도심사업 양해각서 체결
- 2009년 12월: 유동성 위기 현실화, 노조 법정관리행 주장
- 2010년 2월: 예보 1대주주 등극
- 2010년 3월: 채권단 D등급 결정
- 2011년 4월 : 성원건설 법정관리
- 2014년 : (구)성원건설 파산.
- 2018년 5월 : 경상북도 구미시 아은로41길에서 주식회사 아원종합건설 설립. 김남기 사내이사 취임.
- 2018년 7월 : 영남건설 주식회사로 상호 변경.
- 2020년 2월 : 본점을 경상북도 구미시 아은로43길에서 충청남도 태안군 안면읍 백사장2길로 이전. 영남건설 주식회사에서 현 명칭인 성원건설 주식회사로 변경.
- 2020년 11월 : 본점을 태안군 태안읍 군청로로 이전.

## 본점 및 지점 현황
- 본점: 충청남도 태안군 태안읍 군청로 26, 2층
- 서울지점: 서울특별시 송파구 백제고분로 480, 4층 (방이동, 풍문빌딩)

## 같이 보기
- 벽산건설
- 성원산업개발
- 상떼빌